# The Wonder Years
The Wonder Years — дебютный альбом южнокорейской группы Wonder Girls, вышедший 13 сентября 2007 года, лейблом JYP Entertainment.

## Об альбоме
The Wonder Years был выпущен 13 сентября 2007 года. Вдобавок к новым песням, в альбом включены треки с дебютного мини-альбома группы «The Wonder Begins» — «Irony», «Bad Boy» и «It’s not love» (미안한 마음). Песни с дебютного мини-альбома содержат вокал Хёны, которая покинула группу в июле 2007 года. Её рэп в ранних песнях был перезаписан новой участницей Юбин.

### Синглы
Первым синглом стала песня «Tell Me», с которым девушки выступили на Music Core 7 сентября 2007 года. «Tell me» стала первым хитом группы.
Из-за того, что Юбин добавили в состав группы «в последний момент», её рэпа нет в альбомной версии.
Второй сингл — «This Fool» («이 바보»). Первое выступление с этой песней состоялось 10 декабря 2007 года. Эта песня использовалась в саундтреке для фильма «Дьяволицы» («I like It Hot»), вышедшего в январе 2008 года. В фильме снялась участница группы Ан Сохи.

## Список композиций
| №                   | Название                                                     | Текст песни                                    | Музыка                                                                    | Бэк-вокал                             | Длительность |
| ------------------- | ------------------------------------------------------------ | ---------------------------------------------- | ------------------------------------------------------------------------- | ------------------------------------- | ------------ |
| 1.                  | «I Wanna»                                                    | J.Y. Park "The Asiansoul"                      | J.Y. Park "The Asiansoul", Woo Seok Rhee "Rainstone"                      |                                       | 3:46         |
| 2.                  | «This fool» (이바보 Ibabo)                                   | J.Y. Park "The Asiansoul"                      | J.Y. Park "The Asiansoul"                                                 | Kim Hyuna & Won Hyeon Jeong           | 3:48         |
| 3.                  | «Tell Me»                                                    | J.Y. Park "The Asiansoul", Mitchell John Dixon | J.Y. Park "The Asiansoul", Mitchell John Dixon, Woo Seok Rhee "Rainstone" | Kim Hyuna & J.Y. Park "The Asiansoul" | 3:37         |
| 4.                  | «Friend»                                                     | Tae Kwon "SoulAttack", Seo Ui Beom             | Tae Kwon "SoulAttack", Seo Ui Beom                                        | Kim Hyuna                             | 4:00         |
| 5.                  | «Headache»                                                   | Tae Kwon "SoulAttack"                          | Tae Kwon "SoulAttack", Jang Jun Ho                                        |                                       | 3:31         |
| 6.                  | «So What» (при уч. David Kim; 뭐 어때 Mwo Eottae)            | Brian Kim                                      | Brian Kim                                                                 | Kim Hyuna                             | 4:04         |
| 7.                  | «Wishing on a star»                                          | Bag Chae Won                                   | Lyu Hyeong Seob                                                           | Jin Jeong Yeon                        | 3:57         |
| 8.                  | «Move» (при уч. Lee Min Woo)                                 | Lee Min Woo (MRISING)                          | Lee Min Woo (MRISING)                                                     | Kim Hyuna                             | 3:30         |
| 9.                  | «Take It» (가져가 Ga Jyeo Ga)                                | J.Y. Park "The Asiansoul"                      | J.Y. Park "The Asiansoul", Tae Kwon "SoulAttack"                          | Kim Hyuna                             | 3:46         |
| 10.                 | «Good bye»                                                   | J.Y. Park "The Asiansoul"                      | J.Y. Park "The Asiansoul"                                                 |                                       | 3:32         |
| 11.                 | «Bad boy»                                                    | J.Y. Park "The Asiansoul"                      | J.Y. Park "The Asiansoul", "Hitman" Bang                                  |                                       | 3:11         |
| 12.                 | «It's Not Love» (미안한 마음 ~tears~ Mianhan Ma-eum ~tears~) | J.Y. Park "The Asiansoul"                      | J.Y. Park "The Asiansoul", Tae Kwon "SoulAttack"                          | Kim Hyuna                             | 4:00         |
| 13.                 | «Irony»                                                      | J.Y. Park "The Asiansoul"                      | J.Y. Park "The Asiansoul"                                                 | Kim Hyuna & Won Hyeon Jeong           | 4:04         |
| Общая длительность: | Общая длительность:                                          | Общая длительность:                            | Общая длительность:                                                       | Общая длительность:                   | 48:46        |

## Чарты
Данные основаны на Music Industry Association Korea.
| Выпуск              | Высшая позиция | Продажи |
| ------------------- | -------------- | ------- |
| 12 сентября 2007 г. | #1             | 80,685  |